# بخش اسکیلستونا
بخش اسکیلستونا (به سوئدی: Eskilstuna kommun) یک ناحیه شهرداری در سوئد است که در شهرستان سودرمانلاند واقع شده‌است.

## خواهرخوانده
شهرهای گاتچینا، لوتون، ییواسکیلا، استاوانگر، لووف، ارلانگن، اسبیرگ و هاپسالو خواهرخوانده‌های بخش اسکیلستونا هستند.